# Vörösmart
Vörösmart (horvátul: Zmajevac, római kori nevén Ad Novas) drávaszögi magyar nemzetiségű falu Horvátországban, Eszék-Baranya megyében. Közigazgatásilag Hercegszöllőshöz tartozik. Híres a borairól és a legendáiról.

## Fekvése
Eszéktől légvonalban 28, közúton 36 km-re, községközpontjától 7 km-re északkeletre, a magyar határtól 10 km-re, Baranyában, a Drávaszög északkeleti részén, a Báni-hegység déli lejtőin, a Duna jobb partjának közelében, Csúza és Kiskőszeg között fekszik. A településnek 16 utcája van.

## Nevének eredete
A vörös és part összevonásával és módosulásával jött létre a település neve. Horvát nevét a falu közelében eredő Zmajevac nevű forrásról kapta.

## Története
A falu határában, a belterülettől északnyugatra emelkedő Várhegyen a rómaiaktól származó régészeti leleteket találtak. Ezen a stratégiailag kedvező fekvésű helyen a római határvédelmi rendszer, a dunai limes részét képező katonai őrállás volt. A történeti források szerint itt egy négyszögletes római erőd állt, mely az Ad Novas nevet viselte. Itt a késő római korban Pannonia Secunda tartomány katonai parancsnokának alárendelt dalmát lovasegység, az Auxilia Novensia állomásozott. A közelben feltárt, téglával kirakott sírokból számos római kori melléklet, kerámiaedény, kerámia- és üvegtárgyak töredékei, karkötők, gyűrűk, fülbevalók, nyakláncok, gyöngyök, érmék, fibulák, csontfésűk, övcsatok, ruhakapcsok, különféle fémtárgyak stb. kerültek elő. Az eddigi tíz régészeti ásatás során összesen 180 sírt tártak fel, melyek a feltárt maradványok alapján a 3. századtól a 4. század második feléig terjedő időszakból származnak.
A települést első írásos említésekor 1246-ban „Verusmorth” alakban említik. 1320-ban „Veresmorth”,  1341-ben „Wresmorth”, 1347-ben „Werusmorth”, 1403-ban „Weresmarth” néven szerepel a korabeli oklevelekben. Középkori urai a Garai család tagjai voltak. 1500 előtt a falu Geréb Péter, I. Mátyás magyar király rokonának tulajdona volt és a környék gazdasági központjának számított.
A török 1526-ban szállta meg. A török időkben is lakott maradt, a Baranyavári náhije része volt. Az 1591-es török adókönyvben „Filesmarta” néven 53 kapuval szerepel. Az adókönyv nevei alapján a falut magyarok lakták.
A térség 1687-ben szabadult fel a török uralom alól. A felszabadítás után a bellyei uradalom része lett. A bellyei uradalom részeként előbb kamarai birtok, majd királyi adományként hadi érdemeiért Savoyai Jenő herceg kapta meg. 1719 táján német, majd néhány évtizeddel később magyar katolikusok érkeztek a faluba, addig lakosai magyar reformátusok voltak. Savoyai 1736-os halála után, miután örököse nem volt, a birtok a kamarára szállt. Mária Terézia 1780. május 5-én leányának, Mária Krisztina ausztriai főhercegnőnek és férjének, Szász-Tescheni Albert hercegnek adományozta. Miután ők is gyermektelenek voltak, a birtokot Károly Lajos főherceg örökölte. Károly örököse fia, Albrecht lett, majd halála után Albrecht testvérének fia, Frigyes lett a következő ura, egészen az első világháborúig.
A 18. század végén már 21 mesterember élt itt. A falu lakossága bort, gyümölcsöt termelt és halászattal foglalkozott. Területén uradalmi vendéglő és szálláshely működött. 1818-ban 5 dunai malma és 1 patakmalma volt. V. Ferdinánd király 1841-ben várossá nyilvánította.
1851-ben a következőket írta róla Fényes Elek:
„Vörösmart, magyar falu, Baranya vmegyében, a Duna mellett a bács-eszéki postautban, ut. p. Herczegszőlős. Lakja 800 kath., 1100 reform., 15 óhitü, 12 evang., kath. és reform. anyatemplomokkal. Határa mindennel megáldatott; szántóföldei kövérek; nagy kiterjedésű rétségein számos sertést, marhát tenyészt; halászata jövedelmes; pagonyai fát eleget szolgáltatnak; vörös bora a jobbak közé számittatik. Nevezetes itt azon 6000 öl hosszú töltés, melly a helységet a Duna árja ellen őrzi. Birják Károly főhg. örökösei.”
1872-ben megépült a Vörösmart-Kopács védőgát, hossza 32 kilométer. A Duna szabályozása által növekedett a megművelhető földterület. 1881-ben igazi mezővárossá nőtt, 2276 lakossal. Baranya vármegye Baranyavári járásához tartozott. A település az első világháború után az új szerb-horvát-szlovén állam, majd később (1929-ben) Jugoszlávia része lett.  1941 és 1944 között ismét Magyarországhoz tartozott, majd a háború után ismét Jugoszlávia része lett. Lakossága 1948-ban 2278 fő volt. Ettől kezdve a lakosság száma folyamatosan csökkent. 1991-ben lakosságának 90%-a magyar, 6%-a horvát, 1-1%-a szerb és német nemzetiségű volt. 1991 óta a független Horvátország része. A településnek 2011-ben 853 lakosa volt.

## Népessége
| Lakosság változása | Lakosság változása | Lakosság változása | Lakosság változása | Lakosság változása | Lakosság változása | Lakosság változása | Lakosság változása | Lakosság változása | Lakosság változása | Lakosság változása | Lakosság változása | Lakosság változása | Lakosság változása | Lakosság változása | Lakosság változása |
| ------------------ | ------------------ | ------------------ | ------------------ | ------------------ | ------------------ | ------------------ | ------------------ | ------------------ | ------------------ | ------------------ | ------------------ | ------------------ | ------------------ | ------------------ | ------------------ |
| 1857               | 1869               | 1880               | 1890               | 1900               | 1910               | 1921               | 1931               | 1948               | 1953               | 1961               | 1971               | 1981               | 1991               | 2001               | 2011               |
| 2.042              | 2.200              | 2.278              | 2.490              | 2.419              | 2.246              | 2.102              | 2.287              | 2.278              | 2.128              | 2.105              | 1.807              | 1.445              | 1.235              | 974                | 853                |

- 1910-ben lakossága 2246 fő volt, melyből 2072 magyar, 154 német, 1 tót, 4 horvát, 14 szerb, illetve 1 „egyéb” személy. A lakosok közül 2160 fő tudott magyarul.[10]
- 1991-ben lakossága 1235 fő volt, ebből magyar 888 fő (71,90%), horvát 240 (19,43%), 29 szerb (2,34%).
- 2001-ben lakossága 974 fő volt, ebből 701 fő (72,0%) magyar, 178 (18,3%) horvát, 10 (1,0%) szerb, 85 fő (8,7%) egyéb.

## Gazdaság
A falu gazdaságának alapja a mezőgazdaság, azon belül is a messze földön ismert szőlő- és bortermelés. Két borútja, a katolikus és a református szurdok gazdag kínálattal várja a turistákat. A falu neves borász családai apáról fiúra adták át a borászat titkait. A borospincék mellett több vendéglátó egység is található a településen.

## Nevezetességei
- Református templomát[11] 1866-ban kezdték építeni, amikor a gyülekezet úgy döntött, hogy lebontja a régi templomot, mely a mai templom udvarán állt és az utca mellett újat épít helyette. Az építést 1871-ben fejezték be. A templom egyhajós, a főhomlokzat felett emelkedő harangtoronnyal. A templomba a torony alján át lehet belépni. Az épületen belül két karzat és egy oldalsó szószék található. A gyülekezet az elmúlt két évszázad során sok értékes egyházi tárgyat és liturgikus kelléket szerzett és őrzött meg. Az értékes felszerelés liturgikus edényekből, textiltakarókból és régi bútorokból áll. A liturgikus edényekből hét tárgyat őriztek meg: két ezüstözött kelyhet a 20. század közepéről, két esztergált, fából készült kelyhet a 20. század elejéről, egy fém tálat az úrvacsora osztására, a 20. század közepéről, egy ón kannát, fedelén 1711-es bevésett évszámmal és egy galvanizált öntött fém keresztelő edényt a 20. század elejéről. A bútorokból említésre méltó egy, a 19. század végéről származó ruhásszekrény. A templom mellett található a lelkészi lak és a református iskola épülete.
- A Szent Kereszt Feltalálása katolikus templom előzményéhez tartozik, hogy 1304-ben két testvér Samuel és Dávid pálos kolostort alapítottak a település Csúza felé eső határán. A Vörösmart és Csúza között fekvő területet, ahol a kolostor állt, ma is a testvérek földjének (Zemlja braće) hívják. A kolostor közelében volt a középkorban Csatár (Chatar) falu, mely azóta elpusztult, és amelynek lakói pajzsok készítésével foglalkoztak. 1320-ban Chatar birtok tulajdonosa birtokát a pálosokra hagyta. 1333-ban már a pálosoknak volt itt templomuk. 1733-ban a vörösmarti katolikusoknak csak egy fából és vesszőfonatból épült, sárral tapasztott kápolnájuk volt, melyet náddal fedtek be. A templom védőszentje Szent József volt. Valószínűleg azon a helyen állt, amelyet a helyiek még ma is templomi helyként említenek. 1752-ben Albert főherceg anyagi támogatásával kezdték megépíteni az új katolikus plébániatemplomot, mely ma is áll.
- A Katolikus szurdok[12] a Baranyára jellemző hagyományos borospincék csoportja. Nevét onnan kapta, hogy a szurdokvölgy a katolikus templomtól vezet a mezőre és a szőlőkhöz. A borospincék a völgy mindkét oldalán sorakoznak, szőlőfeldolgozó és szerszámtároló épületből, valamint a löszdombba ásott pincéből állnak. A Katolikus szurdok Baranya legnagyobb fennmaradt pincecsoportja, melyek méretükben, építésük és kialakításuk módjában, valamint a bejárati homlokzatok, a jellegzetes dupla ajtók kialakításában és díszítésében változnak. E pincék nagy részét a 19. század második felében és a 20. század első felében építették.
- A Református szurdok[13] borospincéi egy löszdombba vágott út mentén sorakoznak. Minden épület hátsó végével a függőleges löszfalra támaszkodik, amelybe alagút alakú nyílást vágtak. E pincék nagy részét a 20. század második felében építették. Az épületek vályogból, vagy frissen égetett téglából épültek, és hódfarkú cseréppel fedettek. A szinte azonos épületek abban különböznek egymástól, hogy homlokzatukon miként alakították ki a dupla szárnyú ajtókat és milyen módon rakták össze és színezték a deszkákat, amelyekből készültek.
- Műemlék pince[14] a Petőfi Sándor utca 16. alatti, 1908-ban épített borospince, mely az egyik legnagyobb és legjobban megépített ilyen épület Baranyában. Elülső része egy nyitott tornác, mely két, téglából épített oszlopon nyugszik. Alatta kút és présház található. A belső rész maga a bor tárolására szolgáló pince, melyet a löszfalba vágtak bele. Az épület téglából épült, nyeregtetővel és hódfarkú cseréppel fedett. Homlokzatán fából készült kétszárnyú ajtó található félkör alakú üvegezett boltozattal és három dupla ablakkal van ellátva. Az épület lepárlóüzemként szolgált a pálinka lepárlásához, majd raktárhelyiségként és alkalmi tartózkodásra szolgáló helyként szolgált.

## Oktatás
A településen nyolcosztályos általános iskola működik. Az oktatás horvát és magyar nyelven folyik.

## Sport
- NK Zmaj Zmajevac labdarúgóklub (megyei 3. liga).
- Horgász Sporthorgász Egyesület

## Egyesületek
A Vörösmarti Önkéntes Tűzoltó Egyesületet 1889-ben alapították.